# ماري تيودور ملكة فرنسا
ماري تْيُدُور (بالفرنسية: Marie d'Angleterre) (1496-1533) (Mary Tudor) هي ابنة الملك هنري السابع و زوجته إليزابيث يورك، ولدت يوم 18 مارس 1495
كانت أميرة إنكلترا، وقد خطبت إلى شارل أمير قشتالة الذي أصبح لاحقا بابا روما، إلا أن خطبتهما فُسخت ولم تتزوج إلى أن أصبح أخوها هنري الثامن ملكا. ففي 9 أكتوبر 1514 تزوجها ملك فرنسا لويس الثاني عشر ملك فرنسا الذي كان في الثانية والخمسين من عمره وكانت هي في الثامنة عشرة، فأصبحت ملكة فرنسا. و مع أنها لم تكن تريد الزواج بلويس إلا أنها وافقت عندما اتفق معها أخوها هنري الثامن على أن تتزوج من تشاء بعد موت لويس. و بالفعل مات لويس الثاني عشر يوم 1 يناير 1515، فتزوجت تشارلز براندون دوق سوفولك، وأنجبت ثلاثة أطفال هم هنري وفرانسس وإليانور.

## وفاتها
توفيت يوم 25 يونيو 1533م، في وِستهورب.

## أبناؤها
- هنري براندون
- السيدة فرانسس براندون و تزوجت من هنري غراي و أنجبت ليدي جين غراي
- السيدة إليانور براندون التي تزوجت هنري كليفورد

## روابط إضافية
- A short biography
- Mary Tudor Gallery
- Longer Biography
- Images from the Festival Book of the Betrothal to Charles of Castile نسخة محفوظة 19 مايو 2016 على موقع واي باك مشين.